# Керъл (окръг, Айова)
Окръг Керъл (на английски: Carroll County) е окръг в щата Айова, Съединени американски щати. Площта му е 1475 квадратни километра, а населението – 20 165 души (по изчисления за юли 2019 г.). Административен център е град Керъл.